# کوهی کاواتا
کوهی کاواتا (انگلیسی: Kohei Kawata؛ زادهٔ ۱۳ اکتبر ۱۹۸۷) بازیکن فوتبال اهل ژاپن است.
از باشگاه‌هایی که در آن بازی کرده‌است می‌توان به باشگاه فوتبال گامبا اوساکا و باشگاه فوتبال آویسپا فوکوئوکا اشاره کرد.